# Wereldkampioenschap superbike van Losail 2009
Het wereldkampioenschap superbike van Losail 2009 was de tweede ronde van het wereldkampioenschap superbike en het wereldkampioenschap Supersport 2009. De races werden verreden op 14 maart 2009 op het Losail International Circuit nabij Doha, Qatar.

## Superbike

### Race 1
| Pos | Nr  | Rijder            | Constructeur | Rondes | Tijd         | Grid | Punten |
| --- | --- | ----------------- | ------------ | ------ | ------------ | ---- | ------ |
| 1   | 19  | Ben Spies         | Yamaha       | 18     | 36:06.304    | 1    | 25     |
| 2   | 41  | Noriyuki Haga     | Ducati       | 18     | +1.893       | 4    | 20     |
| 3   | 3   | Max Biaggi        | Aprilia      | 18     | +2.168       | 3    | 16     |
| 4   | 56  | Shinya Nakano     | Aprilia      | 18     | +12.061      | 6    | 13     |
| 5   | 7   | Carlos Checa      | Honda        | 18     | +12.597      | 7    | 11     |
| 6   | 67  | Shane Byrne       | Ducati       | 18     | +12.971      | 8    | 10     |
| 7   | 66  | Tom Sykes         | Yamaha       | 18     | +13.570      | 5    | 9      |
| 8   | 9   | Ryuichi Kiyonari  | Honda        | 18     | +19.306      | 12   | 8      |
| 9   | 11  | Troy Corser       | BMW          | 18     | +19.388      | 16   | 7      |
| 10  | 55  | Régis Laconi      | Ducati       | 18     | +20.981      | 11   | 6      |
| 11  | 91  | Leon Haslam       | Honda        | 18     | +21.164      | 18   | 5      |
| 12  | 65  | Jonathan Rea      | Honda        | 18     | +21.994      | 17   | 4      |
| 13  | 111 | Rubén Xaus        | BMW          | 18     | +22.917      | 15   | 3      |
| 14  | 23  | Broc Parkes       | Kawasaki     | 18     | +27.218      | 13   | 2      |
| 15  | 33  | Tommy Hill        | Honda        | 18     | +31.602      | 20   | 1      |
| 16  | 31  | Karl Muggeridge   | Suzuki       | 18     | +33.934      | 21   |        |
| 17  | 99  | Luca Scassa       | Kawasaki     | 18     | +47.496      | 27   |        |
| 18  | 25  | David Salom       | Kawasaki     | 18     | +47.505      | 23   |        |
| 19  | 15  | Matteo Baiocco    | Kawasaki     | 18     | +59.278      | 28   |        |
| 20  | 77  | Vittorio Iannuzzo | Honda        | 18     | +59.295      | 25   |        |
| 21  | 24  | Brendan Roberts   | Ducati       | 18     | +59.338      | 24   |        |
| 22  | 71  | Yukio Kagayama    | Suzuki       | 18     | +1:04.008    | 14   |        |
| DNF | 86  | Ayrton Badovini   | Kawasaki     | 10     | Uitgevallen  | 26   |        |
| DNF | 84  | Michel Fabrizio   | Ducati       | 7      | Ongeluk      | 10   |        |
| DNF | 96  | Jakub Smrž        | Ducati       | 6      | Ongeluk      | 2    |        |
| DNF | 76  | Max Neukirchner   | Suzuki       | 5      | Ongeluk      | 19   |        |
| DNF | 44  | Roberto Rolfo     | Honda        | 3      | Uitgevallen  | 9    |        |
| DNS | 100 | Makoto Tamada     | Kawasaki     | 0      | Niet gestart | 22   |        |

### Race 2
| Pos | Nr  | Rijder            | Constructeur | Rondes | Tijd         | Grid | Punten |
| --- | --- | ----------------- | ------------ | ------ | ------------ | ---- | ------ |
| 1   | 19  | Ben Spies         | Yamaha       | 18     | 36:02.126    | 1    | 25     |
| 2   | 41  | Noriyuki Haga     | Ducati       | 18     | +1.274       | 4    | 20     |
| 3   | 3   | Max Biaggi        | Aprilia      | 18     | +1.622       | 3    | 16     |
| 4   | 9   | Ryuichi Kiyonari  | Honda        | 18     | +1.845       | 12   | 13     |
| 5   | 66  | Tom Sykes         | Yamaha       | 18     | +5.117       | 5    | 11     |
| 6   | 76  | Max Neukirchner   | Suzuki       | 18     | +9.512       | 19   | 10     |
| 7   | 56  | Shinya Nakano     | Aprilia      | 18     | +9.514       | 6    | 9      |
| 8   | 65  | Jonathan Rea      | Honda        | 18     | +12.621      | 17   | 8      |
| 9   | 11  | Troy Corser       | BMW          | 18     | +13.842      | 16   | 7      |
| 10  | 111 | Rubén Xaus        | BMW          | 18     | +13.884      | 15   | 6      |
| 11  | 91  | Leon Haslam       | Honda        | 18     | +13.888      | 18   | 5      |
| 12  | 67  | Shane Byrne       | Ducati       | 18     | +14.913      | 8    | 4      |
| 13  | 7   | Carlos Checa      | Honda        | 18     | +15.762      | 7    | 3      |
| 14  | 55  | Régis Laconi      | Ducati       | 18     | +15.920      | 11   | 2      |
| 15  | 71  | Yukio Kagayama    | Suzuki       | 18     | +19.565      | 14   | 1      |
| 16  | 23  | Broc Parkes       | Kawasaki     | 18     | +21.759      | 13   |        |
| 17  | 96  | Jakub Smrž        | Ducati       | 18     | +28.523      | 2    |        |
| 18  | 31  | Karl Muggeridge   | Suzuki       | 18     | +40.499      | 21   |        |
| 19  | 24  | Brendan Roberts   | Ducati       | 18     | +43.761      | 24   |        |
| 20  | 99  | Luca Scassa       | Kawasaki     | 18     | +44.669      | 27   |        |
| 21  | 77  | Vittorio Iannuzzo | Honda        | 18     | +48.955      | 25   |        |
| 22  | 15  | Matteo Baiocco    | Kawasaki     | 15     | +3 ronden    | 28   |        |
| DNF | 44  | Roberto Rolfo     | Honda        | 17     | Uitgevallen  | 9    |        |
| DNF | 84  | Michel Fabrizio   | Ducati       | 13     | Uitgevallen  | 10   |        |
| DNF | 25  | David Salom       | Kawasaki     | 8      | Uitgevallen  | 23   |        |
| DNF | 33  | Tommy Hill        | Honda        | 6      | Uitgevallen  | 20   |        |
| DNF | 86  | Ayrton Badovini   | Kawasaki     | 1      | Uitgevallen  | 26   |        |
| DNS | 100 | Makoto Tamada     | Kawasaki     | 0      | Niet gestart | 22   |        |

## Supersport
| Pos | Nr  | Rijder             | Constructeur | Rondes | Tijd        | Grid | Punten |
| --- | --- | ------------------ | ------------ | ------ | ----------- | ---- | ------ |
| 1   | 50  | Eugene Laverty     | Honda        | 18     | 37:06.285   | 2    | 25     |
| 2   | 1   | Andrew Pitt        | Honda        | 18     | +0.063      | 4    | 20     |
| 3   | 35  | Cal Crutchlow      | Yamaha       | 18     | +0.625      | 1    | 16     |
| 4   | 54  | Kenan Sofuoğlu     | Honda        | 18     | +0.711      | 3    | 13     |
| 5   | 127 | Robbin Harms       | Honda        | 18     | +5.200      | 8    | 11     |
| 6   | 14  | Matthieu Lagrive   | Honda        | 18     | +5.233      | 6    | 10     |
| 7   | 24  | Garry McCoy        | Triumph      | 18     | +9.538      | 9    | 9      |
| 8   | 55  | Massimo Roccoli    | Honda        | 18     | +9.551      | 17   | 8      |
| 9   | 13  | Anthony West       | Honda        | 18     | +9.616      | 12   | 7      |
| 10  | 77  | Barry Veneman      | Suzuki       | 18     | +12.159     | 18   | 6      |
| 11  | 51  | Michele Pirro      | Yamaha       | 18     | +15.044     | 11   | 5      |
| 12  | 117 | Miguel Praia       | Honda        | 18     | +17.611     | 14   | 4      |
| 13  | 26  | Joan Lascorz       | Kawasaki     | 18     | +17.701     | 15   | 3      |
| 14  | 105 | Gianluca Vizziello | Honda        | 18     | +19.897     | 19   | 2      |
| 15  | 8   | Mark Aitchison     | Honda        | 18     | +35.382     | 10   | 1      |
| 16  | 9   | Danilo Dell'Omo    | Honda        | 18     | +35.701     | 21   |        |
| 17  | 28  | Arie Vos           | Honda        | 18     | +36.239     | 23   |        |
| 18  | 83  | Russell Holland    | Honda        | 18     | +36.406     | 24   |        |
| 19  | 69  | Gianluca Nannelli  | Triumph      | 18     | +40.548     | 7    |        |
| 20  | 5   | Doni Tata Pradita  | Yamaha       | 18     | +58.948     | 28   |        |
| 21  | 88  | Yannick Guerra     | Yamaha       | 18     | +1:01.386   | 29   |        |
| 22  | 32  | Fabrizio Lai       | Honda        | 18     | +1:18.036   | 27   |        |
| 23  | 78  | Shaun Geronimi     | Suzuki       | 18     | +1:22.281   | 30   |        |
| DNF | 21  | Katsuaki Fujiwara  | Kawasaki     | 14     | Uitgevallen | 13   |        |
| DNF | 30  | Jesco Günther      | Honda        | 13     | Ongeluk     | 20   |        |
| DNF | 99  | Fabien Foret       | Yamaha       | 2      | Ongeluk     | 5    |        |
| DNF | 19  | Paweł Szkopek      | Triumph      | 1      | Ongeluk     | 16   |        |
| DNF | 7   | Patrik Vostárek    | Honda        | 1      | Ongeluk     | 22   |        |
| DNF | 96  | Matej Smrž         | Triumph      | 1      | Ongeluk     | 25   |        |
| DNF | 71  | José Morillas      | Yamaha       | 1      | Ongeluk     | 26   |        |

## Tussenstanden na wedstrijd

### Superbike
| Pos | Nr | Rijder          | Team    | Punten |
| --- | -- | --------------- | ------- | ------ |
| 1   | 41 | Noriyuki Haga   | Ducati  | 85     |
| 2   | 19 | Ben Spies       | Yamaha  | 75     |
| 3   | 76 | Max Neukirchner | Suzuki  | 40     |
| 4   | 3  | Max Biaggi      | Aprilia | 38     |
| 5   | 91 | Leon Haslam     | Honda   | 36     |

### Supersport
| Pos | Nr | Rijder         | Team   | Punten |
| --- | -- | -------------- | ------ | ------ |
| 1   | 1  | Andrew Pitt    | Honda  | 40     |
| 2   | 54 | Kenan Sofuoğlu | Honda  | 38     |
| 3   | 50 | Eugene Laverty | Honda  | 36     |
| 4   | 35 | Cal Crutchlow  | Yamaha | 29     |
| 5   | 13 | Anthony West   | Honda  | 23     |

2005 · 2006 · 2007 · 2008 · 2009 · 2014 · 2015 · 2016 · 2017 · 2018 · 2019